# Carl von Donop
Pour les articles homonymes, voir von Donop.
Le comte Carl Emil Ulrich von Donop (1er janvier 1732 - 25 octobre 1777) était un colonel hessois qui a combattu pendant la guerre d'Indépendance américaine. Il est mort des suites de ses blessures lors de la bataille de Red Bank.

## Biographie

### Origines et ambitions
Fils d'une famille noble de Hesse-Kassel (ou Hesse-Cassel), Donop est bien introduit dans les cours européennes et sert d'adjudant personnel au Landgrave de Hesse-Kassel. Il a servi avec distinction pendant la guerre de Sept Ans. Lorsque la guerre d'Indépendance américaine a commencé, Donop a demandé un congé pour combattre les révolutionnaires. Le Landgrave lui confie le commandement de quatre bataillons de grenadiers et du prestigieux corps des Jäger. Officier ambitieux, Donop espère rester en Amérique du Nord après la guerre pour y poursuivre ses rêves de pouvoir et de gloire.
Sous un vernis de civilité et de déférence à l'égard de ses supérieurs, Donop est un officier compétent, mais il n'est pas apprécié de ses subordonnés. Avec ses subordonnés, il se montrait colérique et dur, et appliquait une politique de non-prisonniers qu'il faisait respecter par de sévères passages à tabac.

### Les premières batailles
Les troupes de Donop participèrent au débarquement initial des Britanniques sur Long Island, État de New York, le 22 août 1776, et à la bataille de Long Island qui s'ensuivit le 27 août, ainsi qu'au débarquement à Kips Bay sur l'île de Manhattan dans la nuit du 14 septembre. Donop se distingue lors de la bataille de Harlem Heights, en se portant au secours des troupes britanniques impliquées.

### Retraite après la bataille de Trenton
Donop est l'officier supérieur présent dans le sud du New Jersey à la fin de l'année 1776 et commande les garnisons de Trenton, Burlington et Bordentown, qui se composent de plusieurs bataillons hessois, du 42e régiment d'infanterie (Highland) (42nd (Highland) Regiment of Foot) (commandé par le colonel Stirling) et de détachements de Jäger. Son camp principal se trouvait à Bordentown avant la bataille de Trenton, un bataillon occupant la ville et les autres étant cantonnés le long des routes de campagne à Slabtown [Jacksonville] Black Horse [Columbus] Burlington City et White Hill (la plantation de Mary Field). Son commandant général est le major général James Grant. Donop voulait absorber la brigade du colonel Johann Rall dans sa garnison pour fortifier Trenton, mais William Howe fut persuadé de laisser Rall prendre seul le commandement à Trenton. Averti par des loyalistes locaux d'une attaque imminente, Donop avertit Grant, qui ne tint pas compte de ces mises en garde.
Le 22 décembre 1776, la milice coloniale sous le commandement du colonel Samuel Griffin attaqua les avant-postes sud de Donop à Slabtown. Cette force de coloniaux avait été envoyée de Philadelphie par le général Israel Putnam pour dissuader tout nouvel empiétement sur les passages de la rivière en face du capitole colonial à Philadelphie. Les coloniaux comptaient environ 900 miliciens locaux et quelques réguliers, tandis que Donop commandait plus de deux mille vétérans.
En réponse à cette attaque, Donop déplace toute sa force vers le sud, poussant les coloniaux à travers Mount Holly lors de la bataille d'Iron Works Hill et sur la rive opposée du Rancocas Creek. La veille de Noël, les coloniaux se replièrent sur quelques kilomètres jusqu'à Moorestown. Les officiers de Donop voulaient qu'il retourne à Bordentown, à portée de soutien de Rall. Donop n'avait que du mépris pour Rall et décida de passer Noël en compagnie d'une "belle jeune veuve", comme le rapporte son capitaine de Jägers, Johann Ewald. On suppose, sans en avoir la preuve, que la "belle jeune veuve" était Betsy Ross. Un cavalier apporta la nouvelle du désastre de Trenton vers la mi-journée du 26 décembre. Hors de position et craignant d'être coupé des forces royales restantes, Donop ordonne à son corps de passer par Crosswicks pour se rendre à Princeton. Il laissa une arrière-garde et autorisa l'acheminement de chariots à bagages, de blessés et autres. Dans l'excitation et l'urgence, il abandonne une bonne partie du butin. 

La victoire de Trenton a été remportée par George Washington, mais il convient d'accorder un certain crédit à la jeune veuve qui a maintenu Donop hors de sa position un jour de trop pour pouvoir aider Rall.

### Bataille de Red Bank
Lorsque les forces de Howe s'emparent de Philadelphie en 1777, il prend des mesures pour ouvrir le fleuve Delaware à la marine britannique. L'effort porte sur les forts situés de part et d'autre de la rivière. La marine royale sur le Delaware, sous le commandement de l'amiral Francis Reynolds, attaque le fort Mifflin en Pennsylvanie. Pour tenter de redorer son blason terni par sa défaite à Trenton, Donop se porte volontaire pour tenter de capturer le fort Mercer à Red Bank, dans ce qui est aujourd'hui le National Park, dans le New Jersey. Le général Howe accepte, si cela peut se faire facilement, et confie à Donop le commandement de 2 000 mercenaires hessois, avec lesquels il traverse le fleuve Delaware le 22 octobre. Cet après-midi-là, Donop encercle le fort et demande au colonel Christopher Greene de se rendre en menaçant de l'envahir et de ne pas faire de quartier. Greene, en position de force avec 400 habitants de Rhode Island et en possession de canons, de mitraille et de poudre en abondance, rejette la demande. Donop dirigea 1 200 Hessois dans trois attaques contre le fort, qui furent toutes repoussées, faisant près de 400 victimes parmi les Hessois, dont Donop lui-même. Mortellement blessé dans ce qui sera connu comme la bataille de Red Bank, Donop mourut deux jours plus tard, le 25 octobre 1777. Avant de mourir, il dit à un frère officier : « C'est finir tôt une noble carrière ; mais je meurs victime de mon ambition et de l'avarice de mon souverain ».
Il a été enterré sur le champ de bataille de Red Bank (Red Bank Battlefield).

## Source
- (en) Cet article est partiellement ou en totalité issu de l’article de Wikipédia en anglais intitulé « Carl von Donop » (voir la liste des auteurs).